# Myadoropsis dissimilis
Myadoropsis dissimilis is een tweekleppigensoort uit de familie van de Myochamidae. De wetenschappelijke naam van de soort is voor het eerst geldig gepubliceerd in 1960 door Habe.